# Maurizio Rattini
Maurizio Rattini (Città di San Marino, 13 novembre 1949) è un politico sammarinese.

## Biografia
Nel 1993 è entrato nel Consiglio Grande e Generale e nel 1996 è diventato per la prima volta Capitano Reggente assieme a Giancarlo Venturini.
Ha ricoperta la carica di vice segretario del Partito Socialista Democratico Sammarinese, mentre dal 1993 al 1999 è stato segretario del Partito Socialista Sammarinese, dal 2008 è capogruppo della Lista della Libertà. Nel Congresso di Stato ha ricoperto gli incarichi di segretario di stato per il Territorio, all'Industria e Artigianato e alla Sanità. È attualmente membro della Commissione Consiliare per gli Affari di Giustizia, della Commissione Affari Esteri e anche membro del Consiglio dei XII. Tuttora è membro del Nuovo Partito Socialista.